# 赫革摩涅
赫革摩涅（希臘語：Ηγεμονη，字面意思是“统治权(Mastery)或女王(Queen)”；拉丁語：Hegemone）是希腊神话中的美惠三女神之一，为引导女神。以她的名字命名的小行星是木卫三十九。
赫革摩涅是天父宙斯的女儿。保萨尼亚斯（Pausanias）说她是古代雅典人最初所崇拜的两位执掌丰饶的美惠女神之一，她们的名字是：奥克索（Auxo, 增长(Growth)）、赫革摩涅（Hegemone, 女王(Queen)）；她们与春季和秋季对应，是“春生秋收”的象征。赫革摩涅执掌秋季，为果实丰收的女神。
由于赫革摩涅为一系列主权的象征，所以她在古代雅典人心目中举足轻重。除了掌管庄重的誓言外，她也代表着土地的丰饶，以及雅典人民与他们出生地之间的联系。
在歌德著作的《浮士德》中为避免与喜剧女神塔利亚混淆，歌德因此以赫革摩涅替代，又以阿格莱亚、赫革摩涅和欧佛洛绪涅分别代表赠与、接受和感谢。